# Venera 10

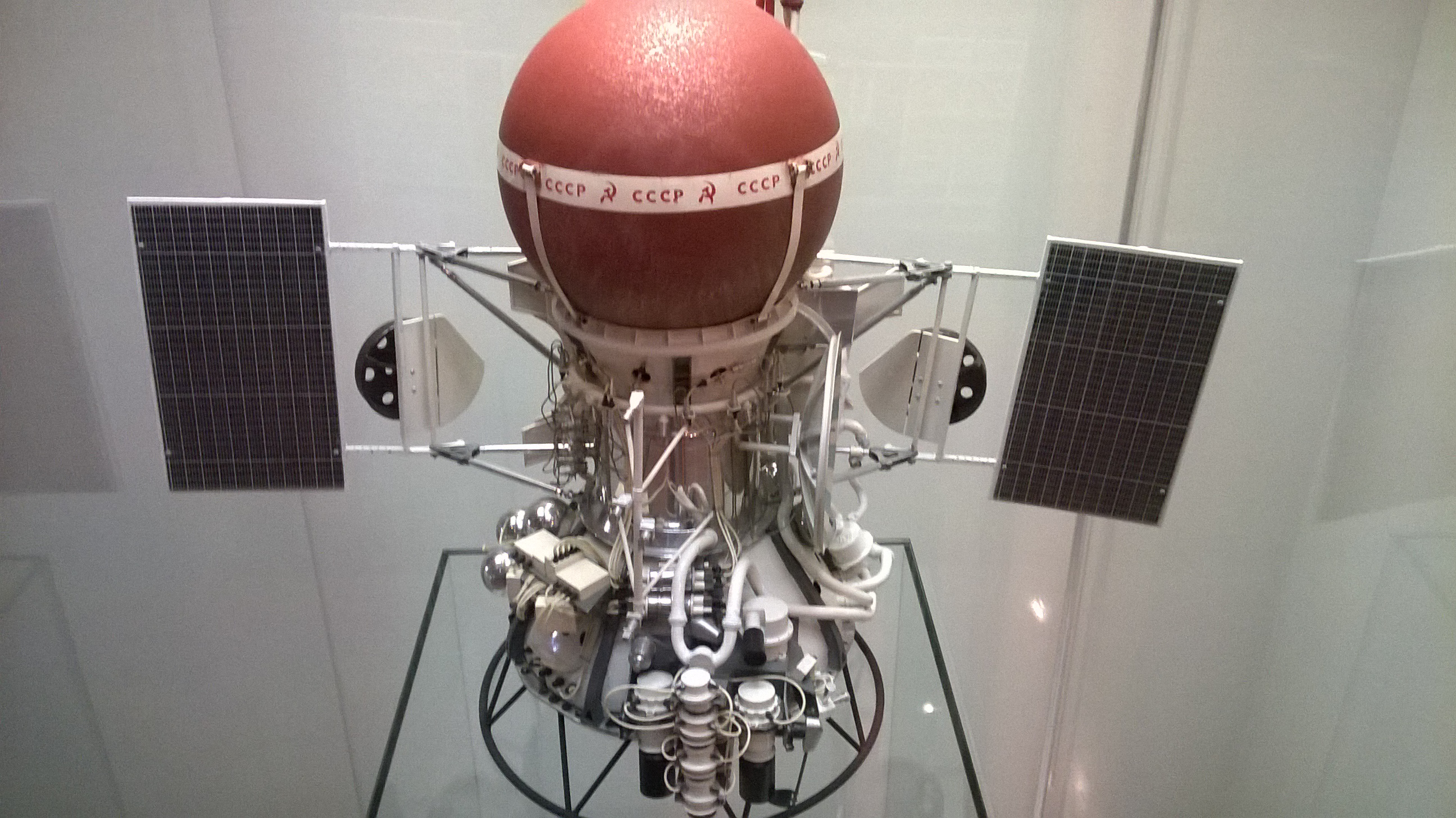
Venera 10

Lanzada el 14 de junio de 1975, la sonda Venera 10 formaba parte de una misión espacial soviética a Venus. Estaba compuesta por un orbitador y un módulo de aterrizaje  que el 23 de octubre de 1975 se separó del orbitador, aterrizando el 23 de octubre cercano al zenit del sol en la superficie de Venus. Un sistema de circulación de fluido fue usado para distribuir el calor. Venera 10 pudo retransmitir durante 65 minutos desde la superficie. El aterrizaje se produjo cerca de 15.42° N 291.51° E, a 2200 km aproximadamente del sitio de aterrizaje de la Venera 9. Formaba parte del Programa Venera.

## Resultados

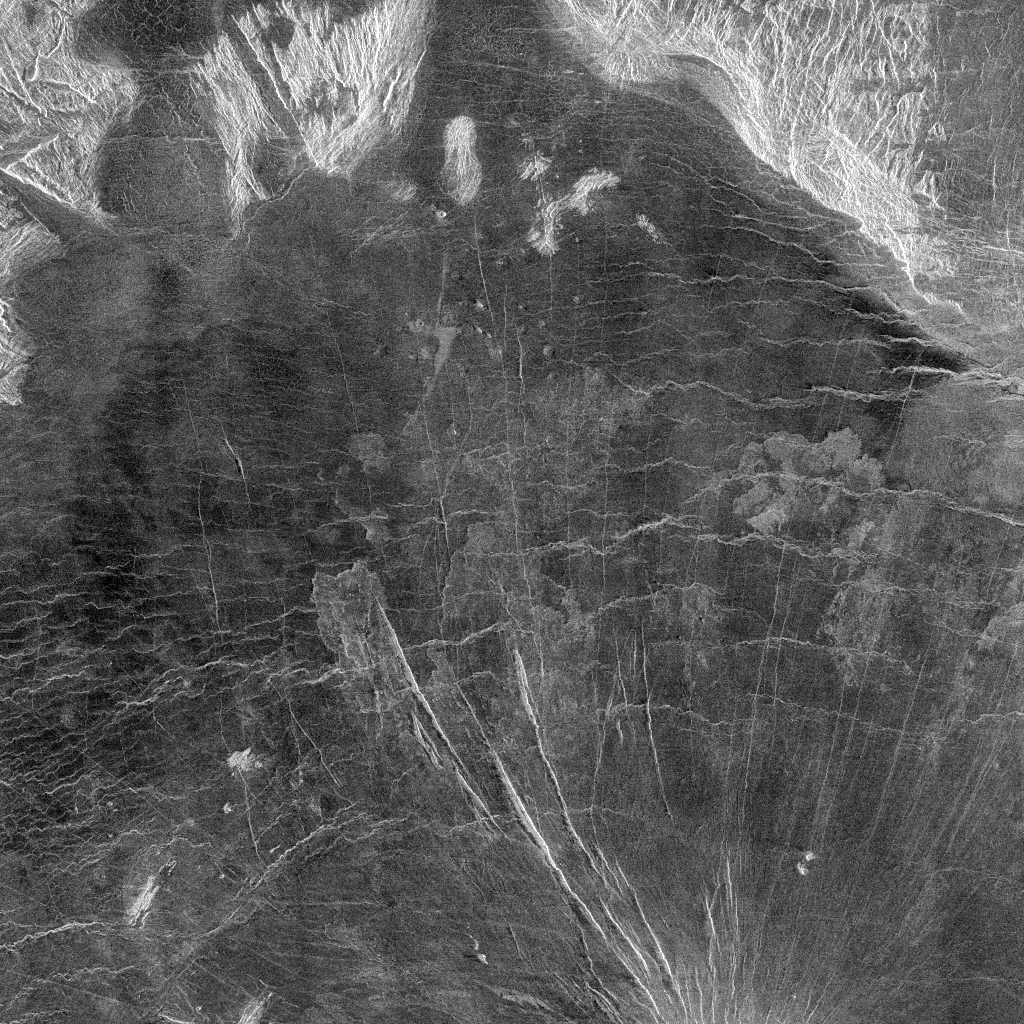
Fotografía aérea del área donde aterrizó la Venera 10.

Los resultados preliminares arrojaron, entre otros, los siguientes datos:
- (A) Nubes de 30 a 40 km de espesor a 30-35 km de altitud.
- (B) Los constituyentes atmosféricos incluían HCL, HF, Br y I.
- (C) Presión atmosférica en la superficie cerca de 90 atmósferas terrestres.
- (D) Temperatura de la superficie 485 °C.
- (E) Niveles de luz comparable a un día nublado terrestre en verano.
- (F) Las fotografías observaron sombras, no hay aparentemente polvo en el aire y sí una variedad de rocas de entre 30-40 cm sin erosionar.